# Diplectrona fonti
Diplectrona fonti är en nattsländeart som beskrevs av Luisa Eugenia Navas 1924. Diplectrona fonti ingår i släktet Diplectrona och familjen ryssjenattsländor. Inga underarter finns listade i Catalogue of Life.